# تامي وليامز
تامي وليامز (بالإنجليزية: Tammy Williams)‏ هي لاعبة كرة لينة أمريكية، ولدت في 21 يونيو 1987 في روسكو في الولايات المتحدة.